# Horta de Sant Joan

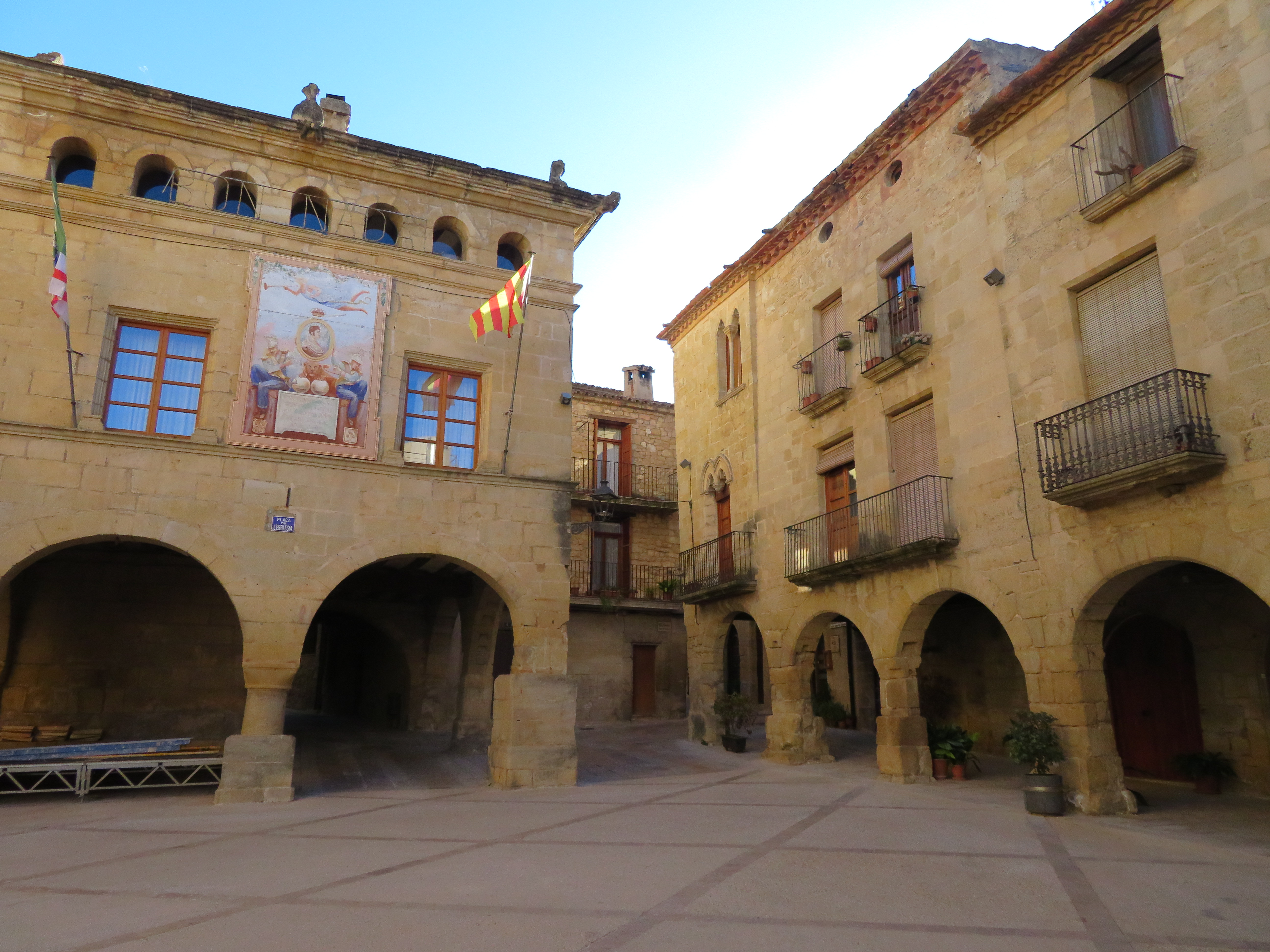
Horta de Sant Joan

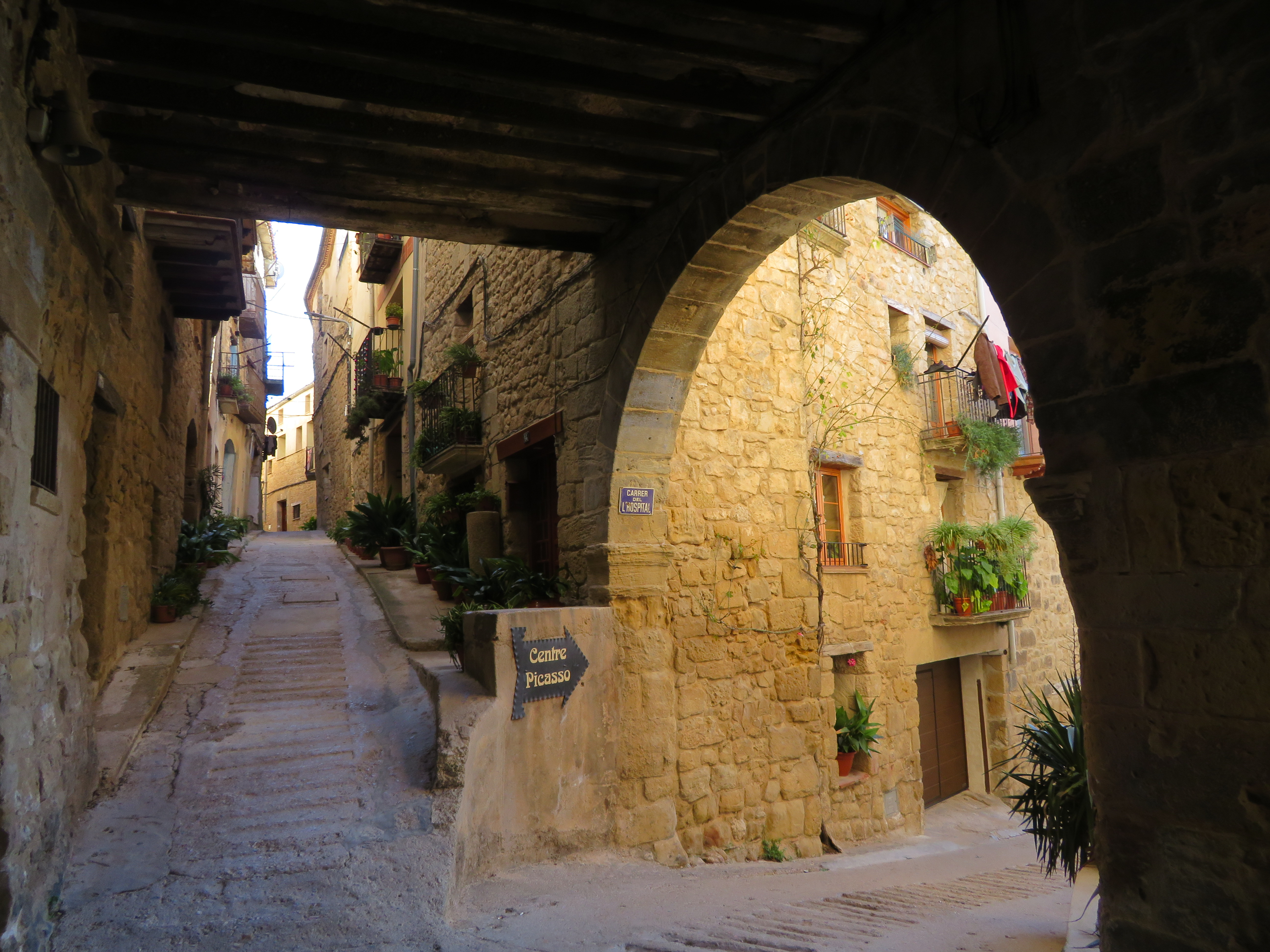
Horta de Sant Joan

Horta de Sant Joan là một đô thị thuộc tỉnh Tarragona trong cộng đồng tự trị Catalonia, phía bắc Tây Ban Nha. Đô thị này có diện tích là 119 ki-lô-mét vuông, dân số năm 2009 là 1305 người với mật độ 10,97 người/km². Đô thị này có cự ly km so với Tarragona.